# Hispasat 84W-1
O Hispasat 84W-1, anteriormente denominado Hispasat 1C, foi um satélite de comunicação geoestacionário espanhol construído pela Alcatel Space que era operado pela Hispasat. O satélite foi baseado na plataforma Spacebus-3000B2 e sua expectativa de vida útil era de 15 anos. Ele foi retirado de serviço em junho de 2017 e transferido para a órbita cemitério.

## Lançamento
O lançamento do satélite ao espaço ocorreu com sucesso no dia 3 de fevereiro de 2000, às 23:30 UTC, por meio de um veículo Atlas IIAS, a partir da Estação da Força Aérea de Cabo Canaveral, na Flórida, EUA. Ele tinha uma massa de lançamento de 3.113 kg.

## Capacidade e cobertura
O Hispasat 84W-1 era equipado com 24 transponders em banda Ku e vários transponders em banda X. O mesmo foi o terceiro satélite de comunicações da Espanha com destino ao uso governamental, comercial e militar. Após o seu lançamento e testes em órbita, foi colocado em órbita geoestacionária a 30 graus oeste, de onde prestava serviços de comunicação para a Europa e América até o final de 2013. Sendo movido para 83,8 graus oeste em janeiro de 2014.